# Huara mura
Huara mura là một loài nhện trong họ Amphinectidae. Loài này phân bố ở New Zealand.